# Wilhelm Kroner
Wilhelm Kroner (* 14. August 1870 in Aurich; † 15. Oktober 1942 im Ghetto Theresienstadt) war ein deutscher Jurist. Er war von 1925 bis 1933 Rat am Preußischen Oberverwaltungsgericht, von 1921 bis 1933 Vorsitzender des Republikanischen Richterbundes sowie von 1922 bis 1933 Herausgeber, Schriftleiter und Mitautor der Zeitschrift Die Justiz. Er kandidierte mehrfach für die SPD für den Reichstag.

## Privatleben

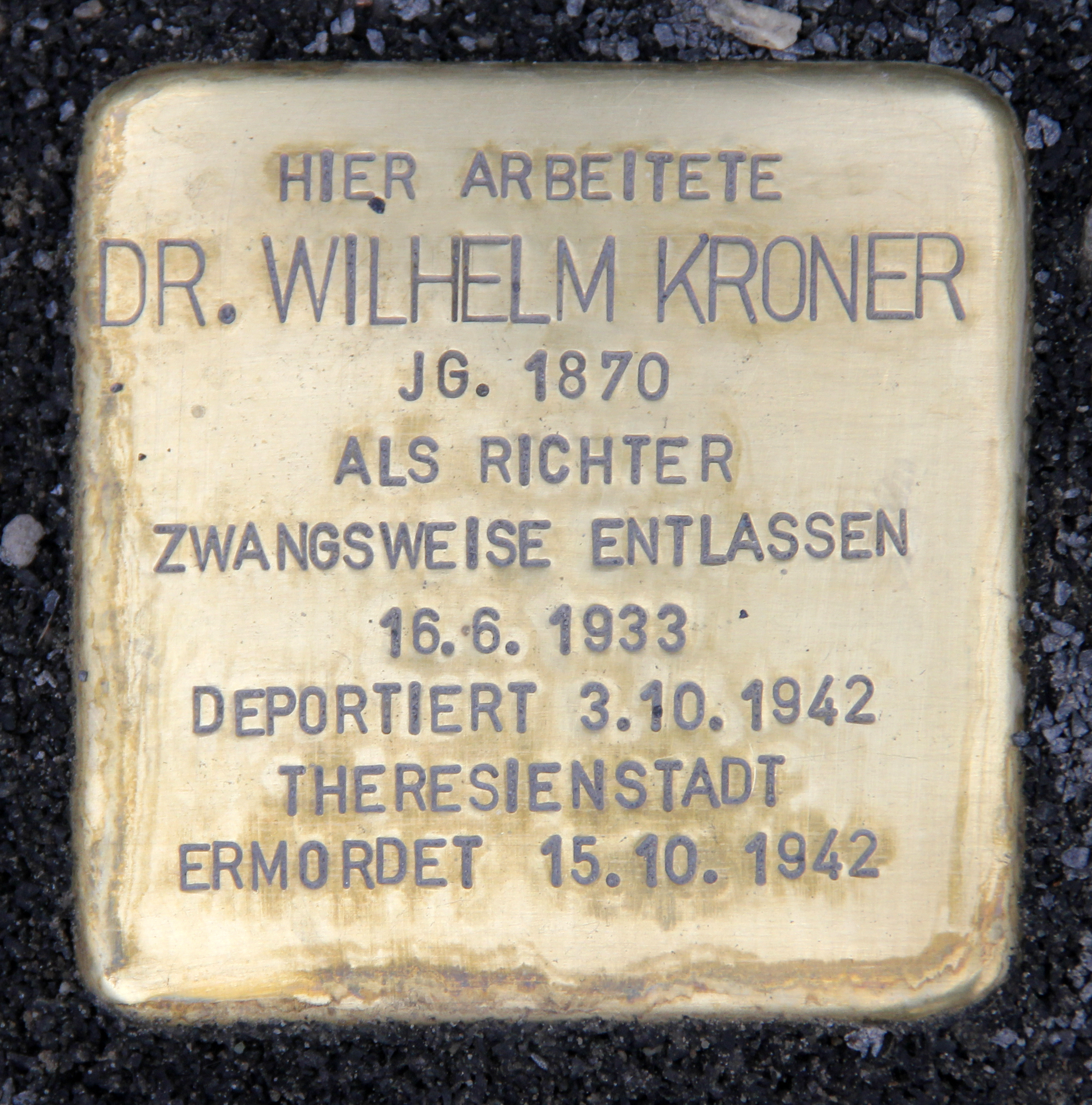
Stolperstein am Haus, Hardenbergstraße 31, in Berlin-Charlottenburg

Kroners Vater war Lehrer, später Studiendirektor. Er war verheiratet mit Adelheid Kroner (geb. Simon, geboren am 1. August 1887 in Bromberg, gestorben am 4. Oktober 1942 im Konzentrationslager Theresienstadt). Seine drei Kinder Ruth, Ernst und Adelheid konnten aus Deutschland flüchten und überlebten in der Schweiz. Wilhelm Kroner lebte mit seiner Familie seit den 1930er Jahren in einer Wohnung im Haus Kurfürstendamm 146 in Berlin. Im Mai 1939 mussten die Eheleute Kroner die Wohnung am Kurfürstendamm zwangsweise verlassen und in die Wernerstraße 8 nach Wannsee umziehen, wo sie bis zu ihrer Deportation am 3. Oktober 1942 in einem Zimmer lebten.

## Zeit bis 1921
Wilhelm Kroner studierte Rechtswissenschaften in Berlin und war seit dem Wintersemester 1888/89 Mitglied der paritätischen Studentenverbindung Burschenbund Ghibellinia Berlin im Burschenbunds-Convent. Er wurde 1896 Gerichtsassessor, 1905 Amtsrichter, 1910 Amtsgerichtsrat und 1911 Landgerichtsrat. Bei der verzögerten Beförderung wirkte sich seine jüdische Herkunft aus. Für Preußen galt damals noch eine geheime Kabinettsorder, wonach Juden im öffentlichen Dienst keine hervorragende Position einnehmen sollten. Er gehörte zu den vier Richtern, die zur Gründung des Republikanischen Richterbundes aufriefen. Der am 30. Dezember 1921 in der SPD-Parteizeitung Vorwärts erschienene Aufruf zielte auf eine Reform der Justiz und wandte sich gegen die republikfeindliche Einstellung der meisten Richter der Weimarer Republik.

## ZeitschriftDie Justiz
Die Zeitschrift Die Justiz, Zeitschrift für Erneuerung des Deutschen Rechtswesens war das Organ des Republikanischen Richterbundes. Sie erschien im Verlag Dr. Walter Rothschild in Berlin-Grunewald. Als weitere Mitarbeiter waren im Kopf aufgeführt Gustav Radbruch, Hugo Sinzheimer und Wolfgang Mittermaier. Ab 1929 gehörte Robert Kempner zu den Hauptautoren der Zeitschrift. Wilhelm Kroner schrieb selbst viele Beiträge, nicht nur rechtspolitische, sondern auch öffentlich-rechtliche, so über Beamtenrecht.

## Der Kommentar zum Ebert-Prozess vom 24. Dezember 1924 in der Vossischen Zeitung
In der Presse wurde dem Reichspräsidenten Friedrich Ebert wiederholt eine Beteiligung am Munitionsarbeiterstreik 1918 vorgehalten. Ebert war der Streikleitung beigetreten, um die Auseinandersetzung beenden zu können, was auch gelang. Das Schöffengericht Magdeburg verurteilte den Redakteur Rothardt, der einen Zeitungsartikel darüber geschrieben hatte, wegen Beleidigung des Reichspräsidenten Ebert. Die Urteilsbegründung enthielt allerdings den Vorwurf, Ebert habe im Zusammenhang mit dem Streik „Landesverrat im strafrechtlichen Sinne“ begangen. Dies bewog Wilhelm Kroner zu seinem Kommentar in der Vossische Zeitung vom 24. Dezember 1924, in dem er scharfe Kritik an dem Schöffengericht Magdeburg und seiner Urteilsbegründung äußerte. Wilhelm Kroner wurde schon sechs Wochen nach dieser Veröffentlichung in erster Instanz zu einer Geldstrafe von 3000 Mark verurteilt. In der Berufungsinstanz wurde das Urteil aufgehoben. Der Zeitungskommentar von Kroner und seine juristische Aufarbeitung gingen wegen ihrer politischen Kontroverse in die Justizgeschichte der Weimarer Republik ein.

## Beförderung zum Rat am Preußischen Oberverwaltungsgericht
Kroner wurde am 7. Oktober 1925 zum Rat am Preußischen Oberverwaltungsgericht ernannt. Er beantragte im Hinblick auf den Start der Zeitschrift Die Justiz ein halbes Jahr Dienstbefreiung. Der Gerichtspräsident Bill Drews lehnte dies aber ab. Die Beförderung wurde aus dem rechten politischen Lager heftig kritisiert. Ab 1925 hatte Kroner eine Dreifach-Belastung zu bewältigen, als Richter am PrOVG, als Vorsitzender des Republikanischen Richterbundes und schließlich als Herausgeber, Schriftleiter und Mitautor der Zeitschrift Die Justiz.

## Der Tod im Konzentrationslager Theresienstadt
In seiner Eigenschaft als oppositioneller Richter, Sozialdemokrat und Jude wurde er ab 1933 während der Zeit des Nationalsozialismus verfolgt. Der Republikanische Richterbund wurde am 14. März 1933 amtlich für aufgelöst erklärt, nachdem er einem Verbot durch formale Selbstauflösung zuvorgekommen war. Wilhelm Kroner wurde im Juni 1933 aus dem Justizdienst entlassen. Seine drei Kinder Ruth, Ernst und Adelheid emigrierten in die Schweiz. Wilhelm Kroner und seine Frau Adelheid wurden am 3. Oktober 1942 mit dem sogenannten „3. großen Alterstransport“ in einem mit 1021 Menschen überfüllten Zug in das Ghetto Theresienstadt deportiert, wo seine Frau Adelheid am 4. Oktober 1942 und Wilhelm Kroner am 15. Oktober 1942 an den erlittenen Entbehrungen und Strapazen starben.

## Gedenken
Am 8. Mai 2012 wurden für Kroner und seine Frau vor ihrem ehemaligen Wohnhaus am Kurfürstendamm 146 Stolperstein verlegt. Ein weiterer Stolperstein wurde am 14. November 2016 vor dem Oberverwaltungsgericht Berlin-Brandenburg, Berlin-Charlottenburg, Hardenbergstraße 31, verlegt.

## Schriften
- Zur geistigen Haltung des deutschen Richtertums, Eindrücke. In: Die Justiz. Band II, 1926/1927, S. 1 ff.
- Chronik. In: Die Justiz. Band II, 1926/1927, S. 197 ff.
- Beamtenpflicht und Volksbegehren. In: Die Justiz. Band V, 1929/1930, S. 176 ff.
- Zum Spruch des Staatsgerichtshofs vom 19. Dezember 1929. In: Die Justiz. Band V, 1929/1930, S. 270 ff.